# 캥거루고기

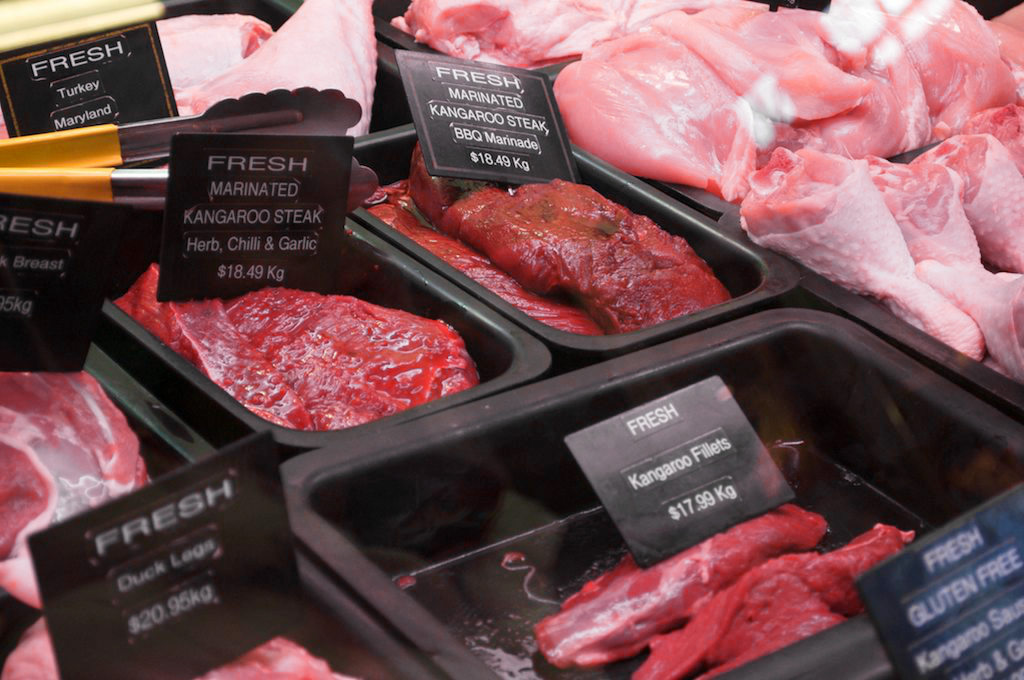
시장에 진열된 캥거루고기

캥거루고기는 캥거루에게서 나오는 고기로, 오스트레일리아에서 생산되어 세계 55개국으로 수출한다.

## 같이 보기
- 캥거루